# Campionati nordici di lotta 1988
I campionati nordici di lotta 1988 si sono svolti a Fredrikstad, in Norvegia. 

## Podi

### Lotta greco-romana
| Evento        | Oro               | Argento              | Bronzo             |
| Fino a 48 kg  | Lars Rønningen    | Ari Pekka Haerkaenen | Patrik Magnusson   |
| Fino a 52 kg  | Jon Rønningen     | Reijo Haaparanta     | Peter Stjernberg   |
| Fino a 57 kg  | Ronny Sigde       | Niklas Hentunen      | Taisto Halonen     |
| Fino a 62 kg  | Bjoern Persson    | Juha Virtanen        | John Ottesen       |
| Fino a 68 kg  | Marthin Kornbakk  | Morten Brekke        | Jukka Loikas       |
| Fino a 74 kg  | Torbjörn Kornbakk | Jan Pedersen         | Tuomo Karila       |
| Fino a 82 kg  | Stig Kleven       | Jari Salomaeki       | Magnus Fredriksson |
| Fino a 90 kg  | Harri Koskela     | Christer Gulldén     | Gunnar Hagebo      |
| Fino a 100 kg | Jan Moeller       | Heikki Jantunen      | Tom Sand           |
| Oltre 100 kg  | Tomas Johansson   | Pentti Maekaelae     | –                  |